# Cream
Pour les articles homonymes, voir Cream (homonymie).
Cream est un supergroupe britannique de rock originaire de Londres, en Angleterre. Il est actif de 1966 à 1968 et composé du guitariste chanteur Eric Clapton, du bassiste chanteur Jack Bruce et du batteur Ginger Baker. À la suite de la mort de Jack Bruce en 2014 et de celle de Ginger Baker en 2019, Eric Clapton est l'unique membre encore vivant du groupe.

## Historique

### Activités (1966–1968)

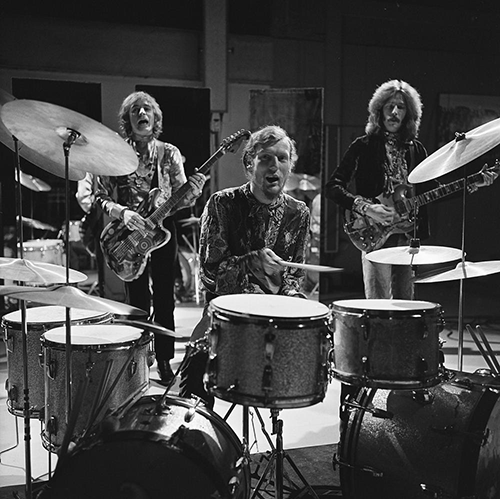
Cream à la télévision néerlandaise en 1968. De gauche à droite : Bruce, Baker et Clapton.

Célèbre pour avoir été le premier « supergroupe » de l'histoire du rock, c'est-à-dire composé de musiciens déjà célèbres chacun de leur côté, ce groupe propose une musique caractérisée par un mélange de blues, de rock et d'une bonne dose de psychédélisme qui combine la maîtrise de la guitare de Clapton, la voix aérienne et les riffs entraînants de la basse de Jack Bruce, avec les rythmes précis de la batterie de Ginger Baker. Cream représente l'intense énergie du son de l'époque, ancrée dans un style blues plus classique. Les compositions sont mélangées entre les traditionnels classiques comme Crossroads et Born Under a Bad Sign, et des chansons plus excentriques comme Strange Brew et Tales of Brave Ulysses.
Avec Grateful Dead, Cream est considéré comme le premier « jam band ». En effet, en concert, le groupe ne cessait d'improviser avec des chansons qui dépassaient régulièrement les 20 minutes. Le groupe est également considéré comme étant un des pionniers de la musique heavy metal.
Felix Pappalardi, le producteur (et plus tard membre du groupe Mountain), parfois qualifié de quatrième membre de Cream, apparaît de manière très remarquée sur l'album Disraeli Gears. Le poète britannique Pete Brown, qui a écrit les paroles de plusieurs chansons du groupe, fut également un important contributeur.
En 1968, à la suite de nombreuses disputes entre le batteur Ginger Baker et le bassiste Jack Bruce, le groupe finit par se séparer, malgré les tentatives de médiation de Clapton. « C'était comme si j'étais dans une situation de confrontation permanente » déclare t-il. Après leur séparation, les trois membres de Cream ne rejouent plus ensemble jusqu'au 12 janvier 1993 lors de la cérémonie de l'introduction du groupe au Rock and Roll Hall of Fame où ils interprètent trois titres : Sunshine of Your Love, Born Under a Bad Sign et Cross Road Blues. La même année, Jack Bruce et Ginger Baker forment avec le guitariste Gary Moore le supergroupe BBM de blues rock qui sortira un unique album Around The Next Dream. Après une tournée de quelques concerts en Europe où il reprend quelques titres de Cream (I Feel Free, Deserted Cities of the Hart, Tales of Braves Ulysses, Sunshine of Your Love), le trio Bruce, Baker, Moore se sépare en 1994.
Cream se reforme une seconde fois en mai 2005 pour une série de quatre concerts au Royal Albert Hall de Londres où ils avaient donné leur dernier concert peu avant leur dissolution en 1968, suivie de trois concerts au Madison Square Garden de New York en octobre.
Le groupe compte plus de 35 millions d'albums vendus, et reçoit le premier disque de platine de l'histoire pour Wheels of Fire.

### Concerts de 2005
À la demande de Clapton, Cream se réunit pour quatre concerts les 2, 3, 5, et 6 mai au Royal Albert Hall de Londres, le lieu de leur dernier concert en 1968. Les billets pour ces concerts sont vendus en l'espace d'une heure. Les performances sont enregistrées sur CD et DVD. Parmi ceux qui y ont assisté : Bill Wyman, Steve Winwood, Paul McCartney, Ringo Starr, Roger Waters, Brian May, Jimmy Page et Mick Taylor. Cette réunion marque la première interprétation sur scène par le groupe des deux morceaux : Badge et Pressed Rat and Warthog.
Inspiré par le succès de sa réunion, le groupe accepte de jouer trois autres concerts au Madison Square Garden de New York du 24 au 26 octobre 2005.

### 2006–2014
En février 2006, Cream reçoit le Grammy Lifetime Achievement Award (littéralement : le prix de l'avènement de toute une vie) pour leur contribution et pour avoir inspiré la musique contemporaine,. La veille de la remise du prix, Bruce affirma que d'autres concerts avaient été programmés dans différentes villes, à l'image de ceux du Royal Albert Hall et du Madison Square Garden.
Cependant, cette histoire est réfutée à la fois par Clapton et Baker, avec des explications de Clapton au Times en avril 2006. « Non, pas pour moi. On a fait ça et c'était marrant. Mais la vie est trop courte. J'ai d'autres choses que je n'ai pas encore faites, comme rester à la maison avec mes gamins. Le truc avec ce groupe, c'était de tout faire dans la limite du possible… c'était une expérience. »
En effet, le groupe ne se reformera plus par la suite, Jack Bruce et Ginger Baker décèderont respectivement en 2014 et 2019.

## Membres
- Eric Clapton : chant, guitare électrique, guitare 12 cordes
- Jack Bruce (†) : chant, basse, harmonica, piano, orgue Hammond, violoncelle, calliope, mort le 25 octobre 2014
- Ginger Baker (†) : batterie, percussions, glockenspiel, timbales, cloches, chant, voix parlée, mort le 6 octobre 2019

## Discographie

### Albums studio
- 1966 : Fresh Cream
- 1967 : Disraeli Gears
- 1968 : Wheels of Fire (un album studio)
- 1969 : Goodbye (3 titres studio)

### Albums live
- 1968 : Wheels of Fire (un album live)
- 1969 : Goodbye (3 titres live)
- 1970 : Live Cream
- 1972 : Live Cream Volume II
- 2003 : BBC Sessions
- 2005 : Royal Albert Hall London May 2-3-5-6 2005
- 2020 : Goodbye Tour: Live 1968 (4 CD de concerts: Oakland Coliseum, Los Angeles Forum, San Diego Sports Arena et Royal Albert Hall : The Farewell Concert)

### Compilations
Aucun inédit, sauf mention contraire.
- 1969 : Best of Cream
- 1972 : Heavy Cream
- 1983 : Strange Brew: The Very Best of Cream
- 1992 : Creme de la Cream
- 1995 : The Very Best of Cream
- 1997 : Those Were the Days (coffret de 4 CD avec de nombreux inédits)
- 2000 : 20th Century Masters: The Millenium Collection: The Best of Cream
- 2005 : I Feel Free Ultimate Cream
- 2005 : Cream Gold
- 2011 : Icon

## Filmographie
- 1967 : Apparition à l'émission Bouton rouge[13]
- 1968 : The Farewell Concert, diffusé à la TV en 1969, DVD paru en 1977, 1980, 2001, 2014 sous différentes formes.
- 1994 : Fresh Live Cream, documentaire avec différents extraits et la réunion de 1993.
- 2005 : Royal Albert Hall London May 2-3-5-6 2005, DVD du concert de 2005.
- 2006 : Sunshine of your Love, 5 extraits du Farewell Concert et 4 titres de la réunion de 1993.
- 2006 : Cream: Disraeli Gears, documentaire sur le disque Disraeli Gears.
- 2006 : Cream: Classic Artists, interviews et cinq enregistrements inédits de radio suédoise.